# Charles Champlin
Charles Davenport Champlin (n. 23 martie 1926, Hammondsport⁠(d), Comitatul Steuben, New York, New York, SUA – d. 16 noiembrie 2014, Los Angeles, California, SUA) a fost un critic de film și scriitor american.

## Biografie
Champlin s-a născut în Hammondsport, New York. A urmat liceul la Camden, New York, unde a lucrat ca publicist pentru Camden Advance-Journal și editoarea Florence Stone. Familia lui a lucrat începând din 1855 în industria vinului din nordul statului New York. În 1943 s-a înscris la Universitatea Harvard, dar în mai 1944 a părăsit universitatea și s-a înrolat în Armata Americană. A servit în unitățile americane din infanterie dislocate în Europa în timpul celui de-al Doilea Război Mondial, a fost rănit la șoldul drept în martie 1945 de un șrapnel al artileriei germane și a fost decorat cu Purple Heart și cu alte medalii. A fost demobilizat în primăvara anului 1946. A absolvit studii de literatură engleză la Universitatea Harvard în 1948 și a fost angajat, la recomandarea unui profesor, ca stagiar la revista LIFE.
În anul 1949 a obținut un post de cercetător și a devenit corespondent la biroul din Chicago al revistei LIFE. A fost corespondent al revistei la Chicago (1949-1952) și apoi la Denver (1952-1954), după care s-a întors ca redactor la sediul central al revistei din New York. În anul 1959 a fost promovat redactor senior de știri interne și a fost trimis la biroul din Los Angeles al revistei, apoi a fost corespondent la Londra. Champlin a lucrat timp de 17 ani ca reporter și corespondent al revistelor LIFE și TIME și a fost membru al Overseas Press Club. A devenit cronicar și publicist al secțiunii de divertisment a ziarului Los Angeles Times în 1965, a fost principalul critic de film al ziarului din 1967 până în 1980 și a scris apoi recenzii de carte și un editorial periodic intitulat „Critic at Large”. S-a retras din presă în anul 1991, dar a continuat să contribuie sporadic. A fost fondator și președinte al Asociației Criticilor de Film din Los Angeles (Los Angeles Film Critics Association) și a fost membru al consiliului de conducere al American Cinematheque.
Potrivit propriilor estimări, a văzut circa 250 de filme pe an în perioada cât a lucrat în critica de film și a scris recenzii pentru jumătate din ele. A fost perceput ca un critic de film binevoitor și, chiar dacă a scris recenzii mai dure, a fost apreciat de cei criticați (printre care și Jack Lemmon) ca „onest și constructiv”. I s-a reproșat că a acoperit unele nereguli ale studiourilor de la Hollywood (spre exemplu, delapidarea săvârșită de producătorul David Begelman de la Columbia Pictures, prezentată în 1977 în paginile The Wall Street Journal) prin prezentarea moale și fără vigoare a scandalurilor.
Cariera în televiziune a lui Champlin a început în 1971 în calitate de gazdă a emisiunii Film Odyssey la PBS, prezentând săptămânal filme străine clasice (precum Cabinetul doctorului Caligari) și luând interviuri unor regizori importanți, printre care Alfred Hitchcock. În același an a găzduit o emisiune muzicală live, Homewood, pentru KCET, postul PBS din Los Angeles. Timp de șase ani a găzduit emisiunea Citywatchers, de pe postul KCET, împreună cu jurnalistul Art Seidenbaum. El a intervievat sute de personalități din lumea filmului, mai întâi în cadrul emisiunii On the Film Scene a postului Z Channel din Los Angeles și apoi în emisiunea Champlin on Film de la postul Bravo Cable.
Champlin a predat critica de film la Universitatea Loyola Marymount din 1969 până în 1985, a fost profesor asociat de istoria filmului la University of Southern California din 1985 până în 1996 și a mai predat la University of California, Irvine și la Conservatorul Institutului American de Film. A mai scris multe cărți, inclusiv biografiile sale Back There where the Past Was (1989) și A Life in Writing (2006).
În 1992 a făcut parte din juriul celui de-al 42-lea Festival Internațional de Film de la Berlin și a lucrat în consiliul consultativ al Institutului de Film Studențesc din Los Angeles.
În anii următori, de la sfârșitul anilor 1990, Champlin a suferit de degenerare maculară, a fost recunoscut ca nevăzător în 1999, iar în 2001 a scris cartea My Friend, You Are Legally Blind, un volum de memorii despre lupta sa cu boala. În anul 2007 a primit o stea pe Hollywood Walk of Fame. Champlin a murit pe 16 noiembrie 2014, în vârstă de 88 de ani, din cauza complicațiilor produse de maladia Alzheimer.

## Scrieri
- The Flicks: Or, Whatever Became of Andy Hardy. 1977, ISBN: 0-378-06164-X
- The Movies Grow Up: 1940–1980. 1982, ISBN: 0-8040-0363-7
- George Lucas: The Creative Impulse. Lucasfilm's First Twenty Years. 1992, ISBN: 0-8109-3564-3
- John Frankenheimer. A Conversation With Charles Champlin. 1995, ISBN: 1-880756-09-9
- Hollywood's Revolutionary Decade: Charles Champlin Reviews the Movies of the 1970s. 1998, ISBN: 1-880284-26-X
- Back There Where the Past Was. A Small-Town Boyhood. 1999, ISBN: 0-8156-0612-5 (Foreword by Ray Bradbury)
- My Friend, You Are Legally Blind: A Writer's Struggle with Macular Degeneration. 2001, ISBN: 1-880284-48-0
- A Life in Writing. The Story of an American Journalist. 2006, ISBN: 0-8156-0847-0

## Legături externe
- Internet Movie Database biography
- Academy of Motion Picture Arts and Sciences bio
- Profile of Champlin's ancestors
- Un film scurt "The Open Mind - A Critical Mass (1988)" este disponibil pentru descărcare gratuită la  Internet Archive [more]